# Liturgická kniha

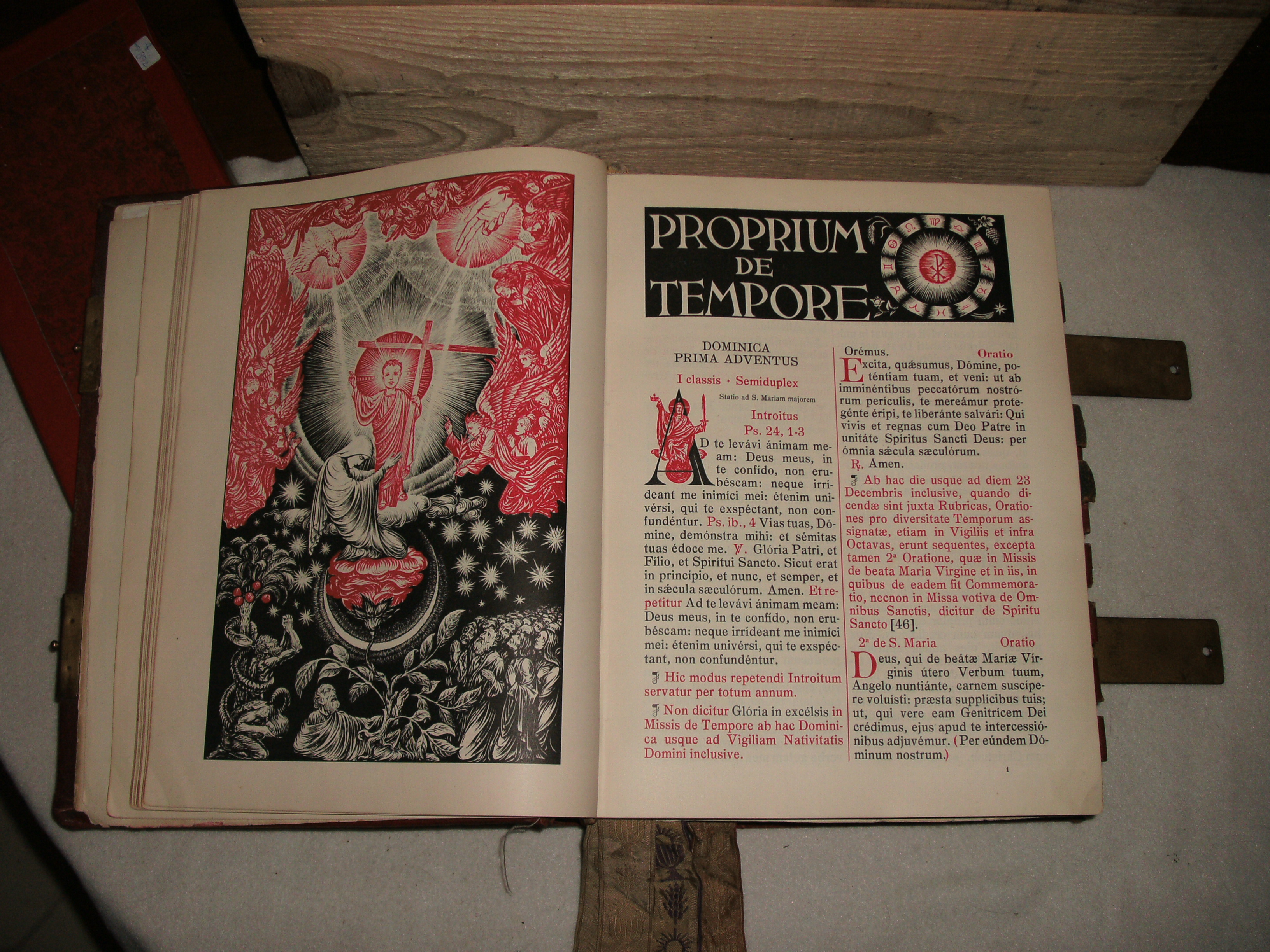
Nejvýznamnější liturgická kniha – misál

Liturgická kniha je uspořádaný soubor liturgických textů, modliteb nebo duchovních písní, popřípadě doplněný o některý liturgický předpis (například mešní řád), liturgický kalendář, instrukce pro účastníky bohoslužeb či pobožností anebo jiné související informace. 

## Historie
Původně byly liturgické knihy zhotovovány jako manuskripty (v této podobě se užívaly až do poloviny 16. století), později začaly být vydávány tiskem v jednom či více svazcích. Pro rozvoj křesťanských liturgických knih bylo významné období středověku, kdy vznikaly první ucelené příručky pro oslavu liturgie a jejich pomocí bylo křesťanství šířeno. Byly rozděleny podle účelu, kterému slouží.

## Užití
Liturgické knihy jsou užívány dodnes všemi křesťanskými církvemi. Každá církev má vlastní. 